# Компулзија
Компулзија је присилна, наизглед бесмислена радња коју особа, услед неодољиво снажне потребе, чини, како би се ослободила стрепње или осећања кривице. Типичне компулзивне радње су: присилно прање, присилно бројање, присилно проверавање, куцање у дрво, додиривање дугмета, изговарање магијских формула, гомилање непотребних ствари или вршење неких ритуалних радњи.